# Szyndzielnia

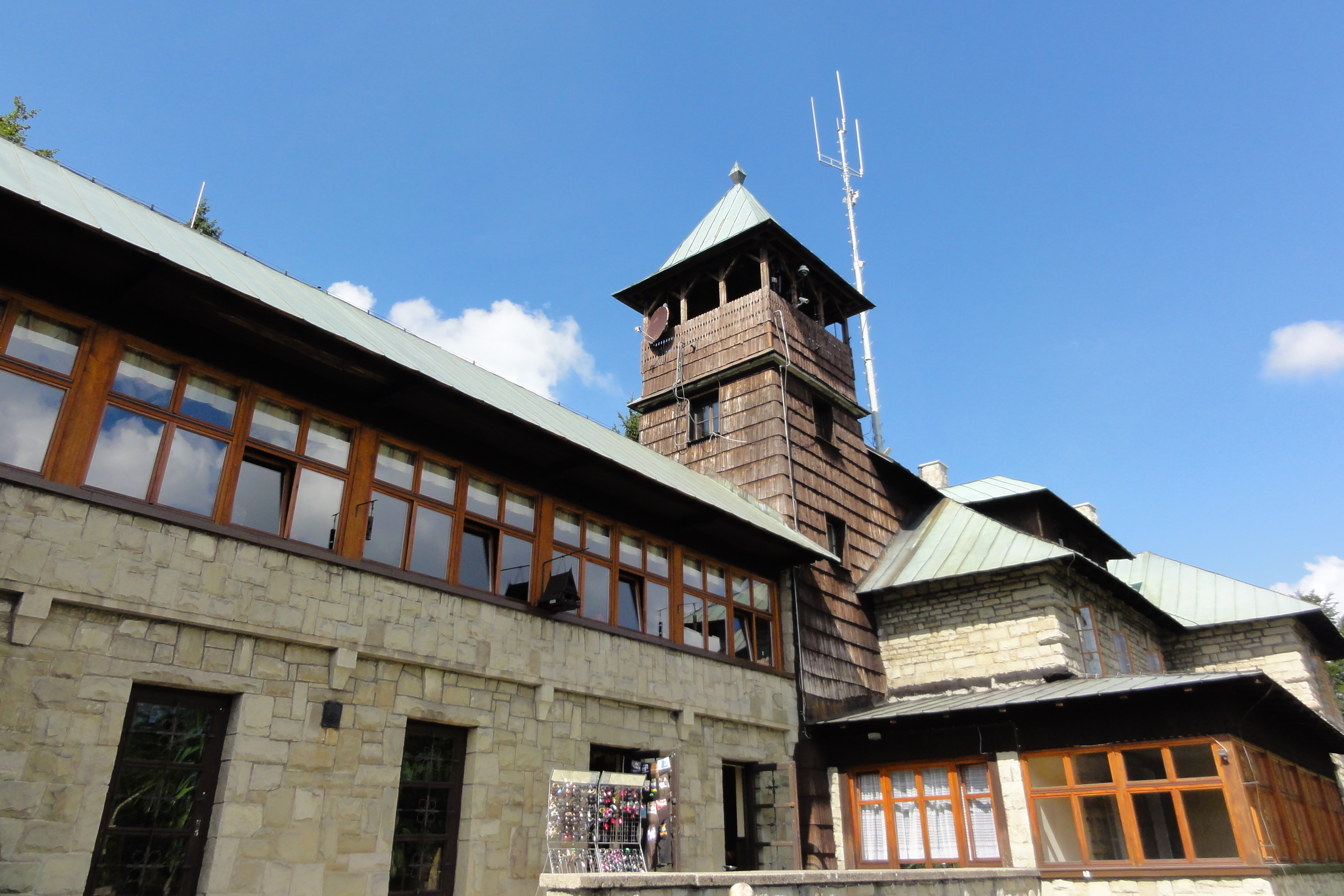
PTTK-Bergbaude Szyndzielnia

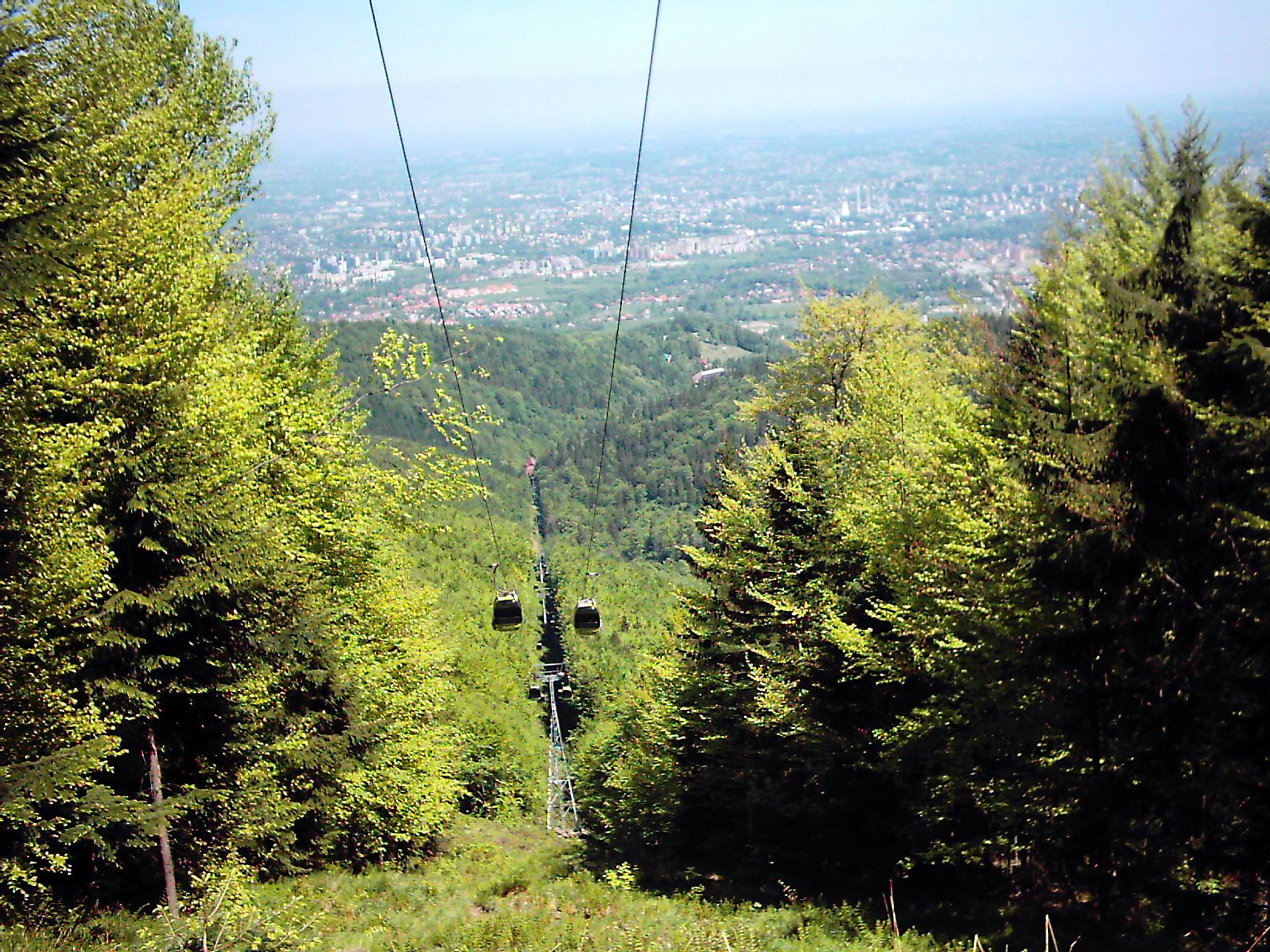
Seilbahn

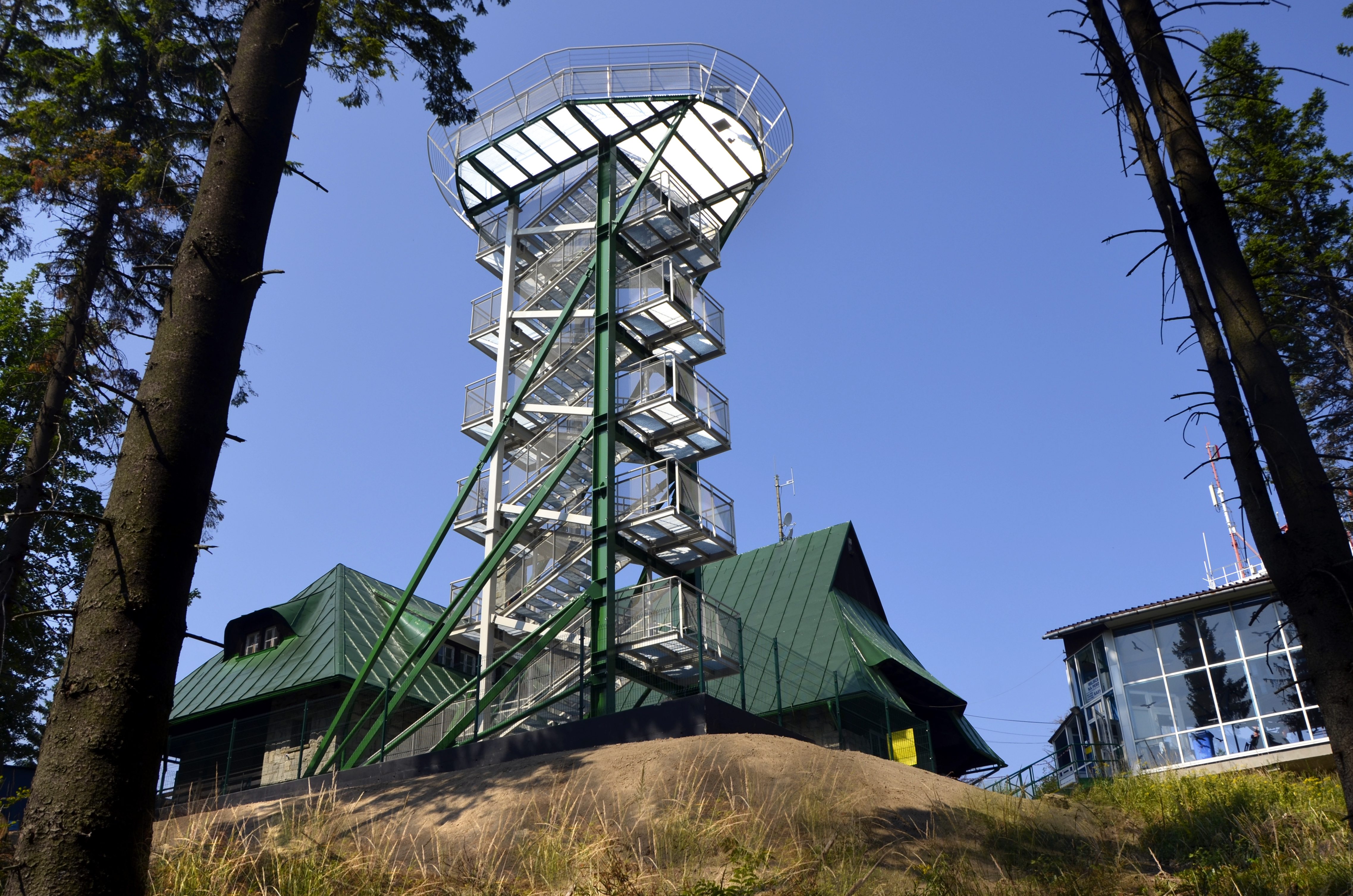
Aussichtsturm

Die Szyndzielnia (deutsch Kamitzer Platte) ist ein Berg in Polen. Sie liegt auf der Grenze der Gemeindegebiete von Bielsko-Biała und Wilkowice. Mit einer Höhe von 1028 m ist sie einer der höheren Berge im Klimczok-Kamm der Schlesischen Beskiden. Der Berg ist ein beliebtes Touristenziel mit vielen Ausblicken auf die benachbarten Gebirge und das Tiefland. 

## Tourismus
- Auf den Vorgipfel des Berges führt von Bielsko-Biała (Ortsteil Kamienica, deutsch Kamitz) eine Gondelbahn.
- Auf den Hängen befindet sich das Skigebiet Szyndzielnia.
- Auf den Gipfel führen mehrere markierte Wanderwege von Brenna, Szczyrk und  Bielsko-Biała.
- Knapp unterhalb des Gipfels befindet sich die PTTK-Berghütte Szyndzielnia.
- Knapp unterhalb des Gipfels befindet sich ein Aussichtsturm.